# اسوالدو میندا
اسوالدو میندا (انگلیسی: Oswaldo Minda؛ زادهٔ ۲۶ ژوئیهٔ ۱۹۸۳) یک بازیکن فوتبال اهل اکوادور است.
وی همچنین در تیم ملی فوتبال اکوادور بازی کرده‌است.